# 2 plus 1
2 plus 1 (bekannt auch als Dwa Plus Jeden und Gruppe „2 + 1“) war eine polnische Popfolkband.

## Geschichte

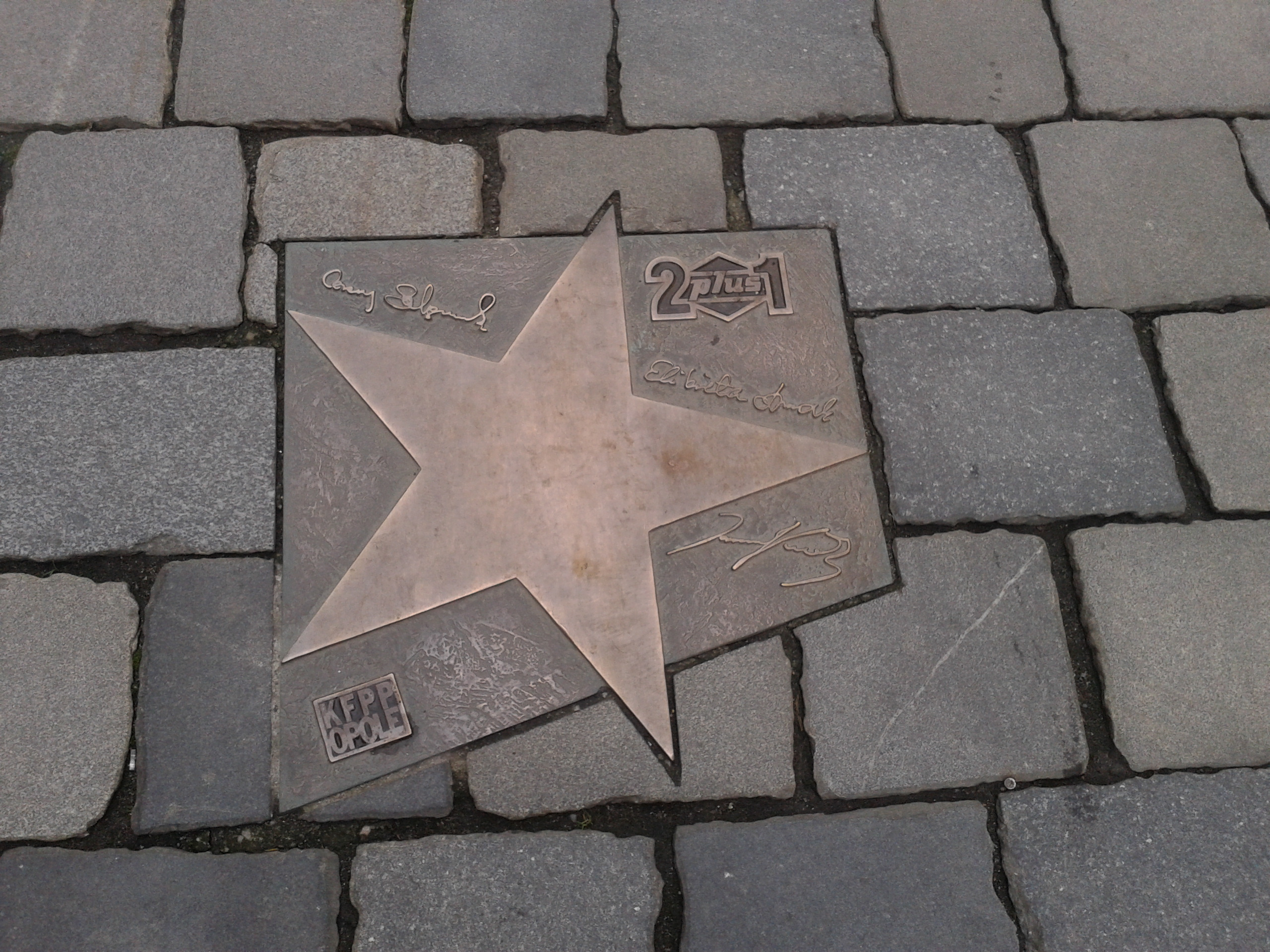
Stern der Band 2 plus 1 auf der Allee der Polnischen Sterne in Opole

Die Band existierte offiziell ab 1971. Im Jahre 1972 nahm sie den Hit Chodź, pomaluj mój świat auf, der noch heute zu den meistgespielten Titeln im polnischen Hörfunk gehört. Im Dezember desselben Jahrs brachte sie ihre erste Platte Nowy wspaniały świat auf den Markt. Andere ihrer populären Lieder waren Czerwone słoneczko (1972), Wstawaj, szkoda dnia (1973), Hej, dogonię lato (1973), Na luzie (1974), Wyspa dzieci (1975), Odpłyniesz wielkim autem (1976), Windą do nieba (1978), Taksówka nr 5 (1978), Ding-Dong (1978) und Iść w stronę słońca (1981). In den 1970er Jahren sangen 2 plus 1 auch mehrere Titel auf Deutsch, die in der DDR auf Amiga-Samplern veröffentlicht wurden. Die bekanntesten Titel aus dieser Phase sind Hei, ich fang den Sommer und Schlafe ein und fang die Träume. Die Puhdys coverten den Titel Schlafe ein und fang die Träume für ihr Album Sturmvogel (1976).
Zwischen 1977 und 1981 war 2 plus 1 auch international erfolgreich. Die deutschsprachige Single Feuervogel wurde von Hans-Jürgen Seybusch produziert. Es folgten Auftritte in der NDR-Schaubude bei Werner Buttstädt. Der Vertrag von Seybusch wurde dann von Michael Holm für sein Label Autobahn übernommen. Ihr Lied Easy Come, Easy Go wurde ein großer Hit in Westeuropa. Die Band war auch die erste und einzige polnische Band, die in der deutschen Fernsehsendung Musikladen (49. Sendung) vom 18. Oktober 1979 auftrat. Weiterhin wurden zwei englische Alben, Easy Come, Easy Go und Warsaw Nights, produziert.
In den 1980er Jahren begann die Band, Synthpop und Rockmusik zu spielen. Weitere bekannte Lieder in dieser Dekade waren Kalkuta nocą (1982), Nic nie boli (1982), Requiem dla samej siebie (1983), XXI wiek (1983), Wielki mały człowiek (1984), Video (1985) und Ocalę Cię (1989).
Das Ende für 2 plus 1 kam im Jahre 1992, als Janusz Kruk an einem Herzinfarkt starb.

## Mitglieder
- Janusz Kruk (Gesang, Gitarre) 1971–1992
- Elżbieta Dmoch (Gesang, Querflöte) 1971–1992, 1998–1999
- Andrzej Rybiński (Gitarre, Gesang) 1971–1971
- Andrzej Krzysztofik (E-Bass, Mundharmonika, Gesang) 1971–1976
- Cezary Szlązak (Saxophon, Klarinette, Gesang) 1976–1992, 1998–1999
- Dariusz Sygitowicz (Schlagzeug) 1998–1999
- Michał Król (Gitarre) 1998–1999

## Diskografie
Alben
- 1972: Nowy wspaniały świat
- 1975: Wyspa dzieci
- 1977: Aktor
- 1978: Teatr na drodze
- 1979: Irlandzki tancerz
- 1980: Easy Come, Easy Go
- 1981: Warsaw Nights
- 1983: Bez limitu
- 1985: Video
- 1986: Greatest Hits Live
- 1989: Antidotum
- 1991: 18 Greatest Hits